# Claude-Odon Reure
Claude-Odon Reure (* 13. Dezember 1848 in Saint-Martin-d’Estréaux, Département Loire; † 1923) war ein französischer Latinist, Romanist und Literaturwissenschaftler.

## Leben
Der Abbé (später Chanoine) Reure schloss 1874 in Lyon sein Theologiestudium ab und wurde Lehrer an der  École des Chartreux im Lyoner Stadtteil La Croix-Rousse. 1890 wurde er an der Universität Aix-en-Provence mit den beiden Dissertationen Les Gens de lettres et leurs protecteurs à Rome (Paris 1891), sowie De Scriptorum ac litteratorum hominum cum romanis imperatoribus inimicitiis  (Paris 1891) promoviert und wurde Professor für lateinische Literatur an der Katholischen Universität Lyon.
Reure war der Lehrer von Hugues Vaganay.

## Veröffentlichungen (Auswahl)
- Histoire de la littérature latine, Paris 1884, 4. Aufl. 1895
- Histoire du château et des seigneurs de Châteaumorand, Roanne 1888
- Histoire du château et des seigneurs de Lalière, Roanne 1893
- La Vie et les oeuvres de Honoré d’Urfé, Paris 1910
- Bibliothèque des écrivains foréziens jusqu’en 1835, 3 Bde., Montbrison 1914–1919